# Филиппины на летних Олимпийских играх 2000
Филиппины принимали участие в Летних Олимпийских играх 2000 года в Сиднее (Австралия) в семнадцатый раз за свою историю, но не завоевали ни одной медали. Сборную страны представляло 20 спортсменов, в том числе 9 женщин.

## Результаты соревнований

### Академическая гребля
В следующий раунд из каждого заезда проходили несколько лучших экипажей (в зависимости от дисциплины). В финал A выходили 6 сильнейших экипажей, остальные разыгрывали места в утешительных финалах B-D.
Мужчины
| Соревнование | Спортсмены         | Предварительный заезд | Предварительный заезд | Предварительный заезд | Отборочный заезд | Отборочный заезд | Отборочный заезд | Полуфинал     | Полуфинал     | Полуфинал     | Финал   | Финал   | Итоговое место |
| Соревнование | Спортсмены         | Заезд                 | Время                 | Место                 | Заезд            | Время            | Место            | Заезд         | Время         | Место         | Время   | Место   | Итоговое место |
| ------------ | ------------------ | --------------------- | --------------------- | --------------------- | ---------------- | ---------------- | ---------------- | ------------- | ------------- | ------------- | ------- | ------- | -------------- |
| одиночки     | Бенжамин Толентино | 2                     | 7:29,86               | 4                     | 3                | 7:29,03          | 4                | Полуфинал C/D | Полуфинал C/D | Полуфинал C/D | Финал D | Финал D | 18             |
| одиночки     | Бенжамин Толентино | 2                     | 7:29,86               | 4                     | 3                | 7:29,03          | 4                | 1             | 7:29,86       | 4             | 7:22,31 | 1       | 18             |

### Плавание
В следующий раунд на каждой дистанции проходили лучшие спортсмены по времени, независимо от места занятого в своём заплыве.
Мужчины
| Спортсмен          | Соревнование        | Предварительные заплывы | Предварительные заплывы | Полуфиналы | Полуфиналы | Финал     | Финал     |
| Спортсмен          | Соревнование        | Результат               | Место                   | Результат  | Место      | Результат | Место     |
| ------------------ | ------------------- | ----------------------- | ----------------------- | ---------- | ---------- | --------- | --------- |
| Мигель Мендоса     | 400 м вольный стиль | 4:00,66                 | 36                      |            |            | Не прошёл | Не прошёл |
| Хуан Карлос Пиччио | 400 м комплекс      | 4:30,17                 | 37                      |            |            | Не прошёл | Не прошёл |

Женщины
| Спортсменка        | Соревнование   | Предварительные заплывы | Предварительные заплывы | Полуфиналы | Полуфиналы | Финал     | Финал     |
| Спортсменка        | Соревнование   | Результат               | Место                   | Результат  | Место      | Результат | Место     |
| ------------------ | -------------- | ----------------------- | ----------------------- | ---------- | ---------- | --------- | --------- |
| Мари-Лисса Данилья | 100 м на спине | 1:06,48                 | 37                      | Не прошла  | Не прошла  | Не прошла | Не прошла |
| Дженни Гереро      | 100 м брасс    | 1:15,14                 | 35                      | Не прошла  | Не прошла  | Не прошла | Не прошла |

### Прыжки в воду
Спортсменов — 2
В индивидуальных прыжках в предварительных раундах складывались результаты квалификации и полуфинальных прыжков. По их результатам в финал проходило 12 спортсменов. В финале они начинали с результатами полуфинальных прыжков.
Мужчины
| Спортсмен       | Соревнование | Квалификация | Квалификация | Полуфинал | Полуфинал | Всего     | Финал     | Финал     | Всего  | Место |
| Спортсмен       | Соревнование | Очков        | Место        | Очков     | Место     | Всего     | Очков     | Место     | Всего  | Место |
| --------------- | ------------ | ------------ | ------------ | --------- | --------- | --------- | --------- | --------- | ------ | ----- |
| Сардо Доменьонс | трамплин     | 300,42       | 44           | Не прошёл | Не прошёл | Не прошёл | Не прошёл | Не прошёл | 300,42 | 44    |

Женщины
| Спортсмен   | Соревнование | Квалификация | Квалификация | Полуфинал | Полуфинал | Всего     | Финал     | Финал     | Всего  | Место |
| Спортсмен   | Соревнование | Очков        | Место        | Очков     | Место     | Всего     | Очков     | Место     | Всего  | Место |
| ----------- | ------------ | ------------ | ------------ | --------- | --------- | --------- | --------- | --------- | ------ | ----- |
| Шейла Перес | трамплин     | 223,65       | 32           | Не прошла | Не прошла | Не прошла | Не прошла | Не прошла | 223,65 | 32    |

### Стрельба
Спортсменов — 1
После квалификации лучшие спортсмены по очкам проходили в финал, где продолжали с очками, набранными в квалификации. В некоторых дисциплинах квалификация не проводилась. Там спортсмены выявляли сильнейшего в один раунд.
Женщины
| Спортсмен   | Соревнование   | Квалификация | Место | Финал     | Место     | Всего | Место |
| ----------- | -------------- | ------------ | ----- | --------- | --------- | ----- | ----- |
| Жасмин Луис | Винтовка, 10 м | 384          | 44    | Не прошла | Не прошла | 384   | 44    |